# Sulfinuz
Le Sulfinuz est un traitement de surface utilisé pour résoudre certains problèmes ardus de frottement et d'usure, en particulier à chaud. Il provoque l'enrichissement en carbone, en azote et en soufre de la surface des pièces traitées.